# Euonychodes albivenata
Euonychodes albivenata är en fjärilsart som beskrevs av W. Warren 1914. Euonychodes albivenata ingår i släktet Euonychodes och familjen nattflyn. Inga underarter finns listade i Catalogue of Life.